# Jadwiga Gibczyńska
Jadwiga Maria Gibczyńska-Jarolim (26 juin 1924 - 13 juillet 2012) est une actrice et espérantiste polonaise.

## Biographie
Jadwiga Gibczyńska nait le 26 juin 1924 à Tarnobrzeg (Pologne) ; son père est Edmund Gibczyński, enseignant.
En 1949, elle obtient un diplôme d’actrice à l’école Ludwik Solski de Cracovie.
Dans les années 1949-50, elle joue dans les théâtres de Wrocław, en 1950-51 au théâtre Wojciech Bogusławski (pl) à Kalisz, dans les années 1951-1953 au théâtre Powszechny de Łódź.
Elle devient espérantiste, membre honoraire de l'UEA en 1963.
Elle joue en polonais et en espéranto sur quatre continents, lors de congrès ou d'événements autour de l'espéranto. Elle effectue des tournées à travers la Grande-Bretagne, le Danemark, la Norvège, la Suède, la Bulgarie, l'Espagne, l'Italie, la Yougoslavie et le Japon. 
En plus de son activité d'actrice, elle écrit, traduit, adapte et met en scène. Elle est adepte du théâtre seul-en-scène. Elle enseigne également l'espéranto.
En 2001, elle ouvre à Cracovie le théâtre d'espéranto Areno, qu'elle dirige pendant plusieurs années.
Jadwiga Gibczyńska décède le 13 juillet 2012 à Cracovie.

## Répertoire
- A Journey into the Green Shadows de Finn Methling (drame sur le destin d'une femme de l'enfance à la mort dans la vieillesse, traduit par Józef Toczyski)
- Maria Curie (présentation biographique de la lauréate du prix Nobel Maria Skłodowska-Curie, basée sur des mémoires, des lettres)
- Contes slaves de Bolesław Leśmian (traduit par Lidia Ligęza)
- Zamenhof de J. Gibczyńska  (à travers les monologues de la mère Rozalia, de l'épouse Klara et de la fille Lidja, on voit la vie de Zamenhof)
- Signaux de Jean-Paul II (extrait de « Devant la bijouterie », traduit par Tyburcjusz Tyblewski)
- Un jouet des dieux de J. Gibczyńska (un monologue de Sappho, célèbre poétesse de l'amour qui vécut à Lesbos au VIe siècle av. J.-C.)
- Le sexe faible (compilation de monologues récréatifs de femmes)
- Les petits-enfants nous béniront-ils ? de Gudrun Pausewang (une histoire fictive, créée sur la base de Les derniers enfants d'Oldrovalo, traduit en espéranto par Joachim Giessner, sur le danger d'une guerre nucléaire)
- The Fallen de Sławomir Mrożek  (une situation tragique et grotesque après la catastrophe cosmique)
- La belle indifférence de Jean Cocteau.

## Œuvres
- (eo) Jadwiga Gibczyńska, De tajgo al minaretoj, Rotterdam, 2000, 18 p.